# Sophronica nitida
Sophronica nitida là một loài bọ cánh cứng trong họ Cerambycidae.